# Sessa Aurunca
Sessa Aurunca ist eine italienische Gemeinde (comune) mit 20.209 Einwohnern (Stand 31. Dezember 2023) in der Provinz Caserta in Kampanien. Die Gemeinde grenzt an die Provinz Latina. Die Stadt liegt etwa 40 Kilometer nordwestlich von Caserta und etwa 30 Kilometer östlich von Formia. Durch das Gebiet der Gemeinde fließt der Garigliano am Fuß des erloschenen Vulkans Roccamonfina entlang.

## Geschichte
Die Stadt steht auf den Siedlungsresten der antiken Ortschaft Suessa Aurunca, die Hauptort der Aurunker war. Die alte Stadt lag etwas höher (ca. 600 Meter über NN) am Kraterrand des Vulkans. Um 337 v. Chr. wurde die Siedlung aufgegeben, da der Druck der Sidiciner zu groß wurde. 313 v. Chr. erfolgte eine Neugründung als römische Colonia unter dem alten Namen, allerdings etwas unterhalb des Kraters. Ab der augusteischen Zeit trug die Siedlung den Namen Colonia Iulia Felix Classica Suessa.
Seit dem Mittelalter ist die Stadt Sitz des Bistums Sessa Aurunca.
In neuerer Zeit war die Gemeinde Standort eines Kernkraftwerks.

## Sehenswürdigkeiten

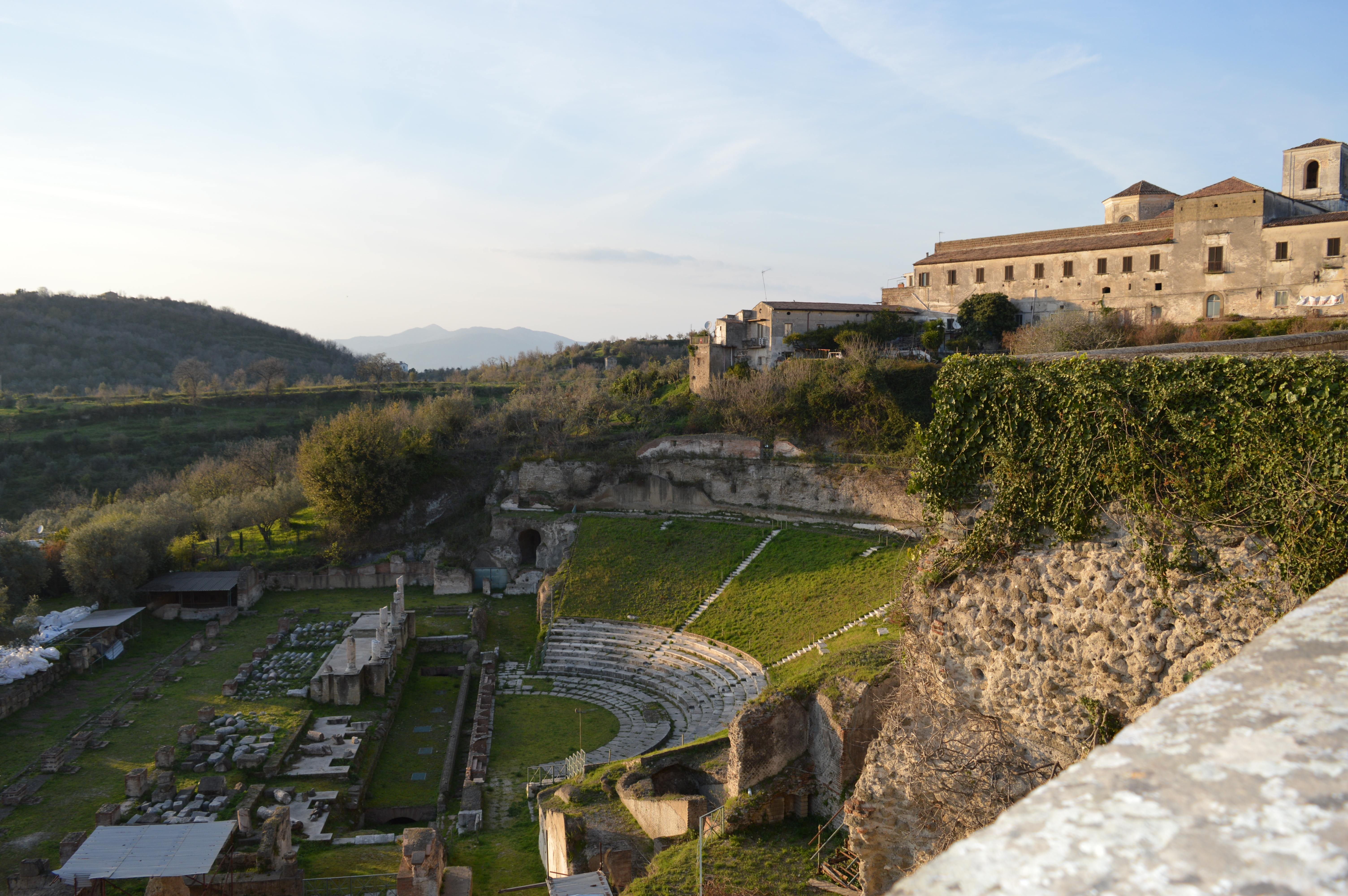
Römisches Theater
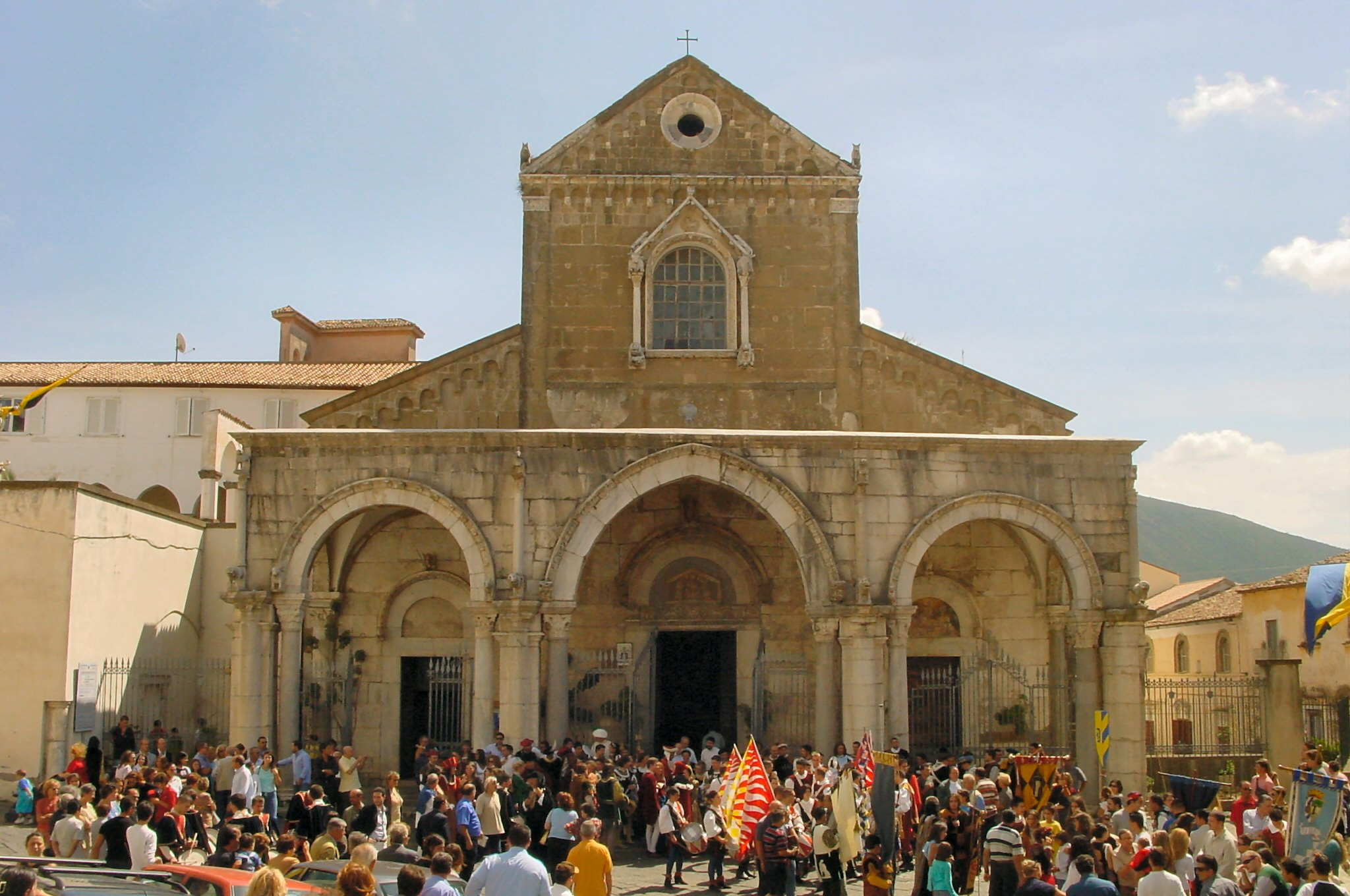
Der Dom
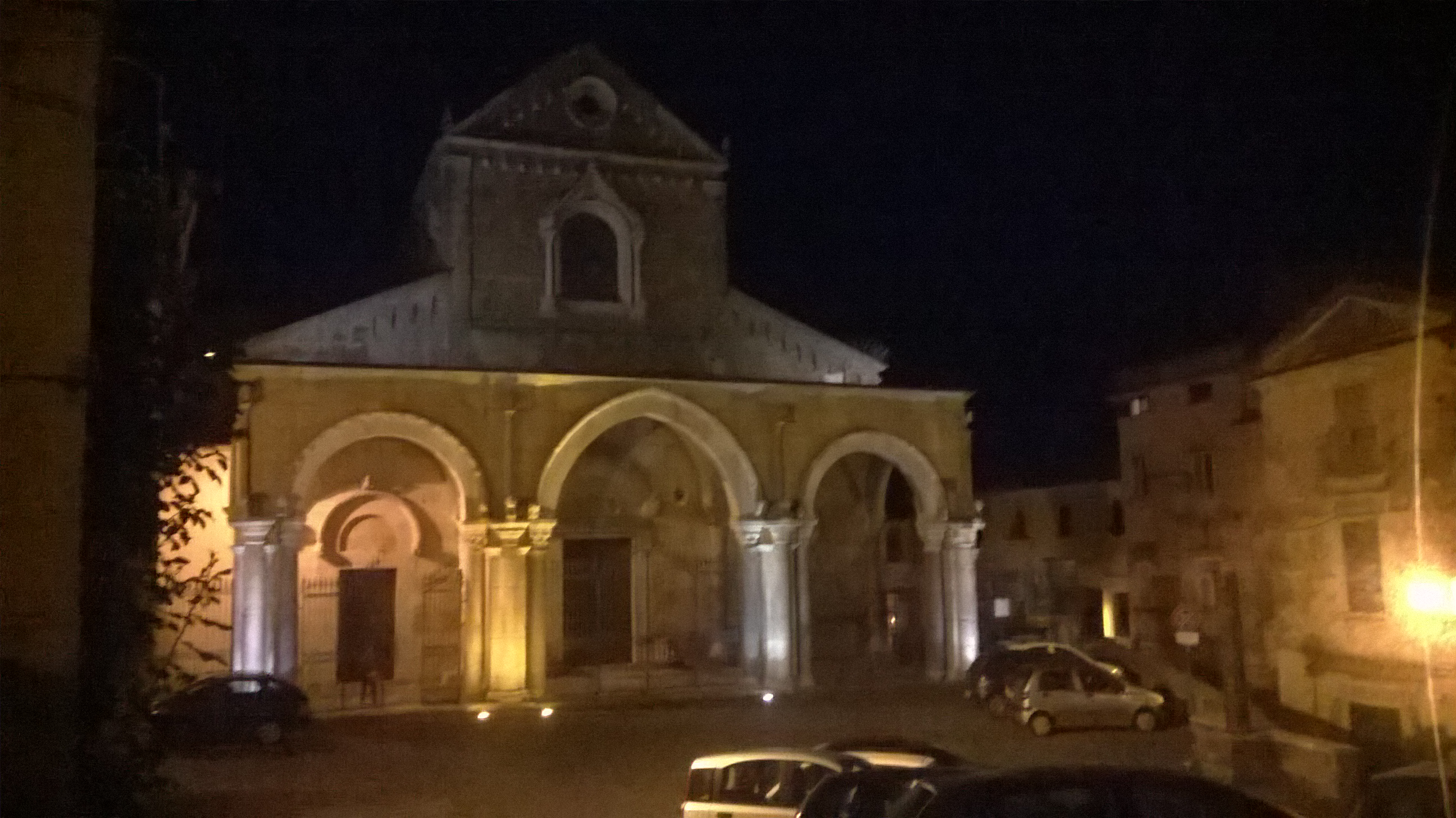
Der Dom in der Nacht
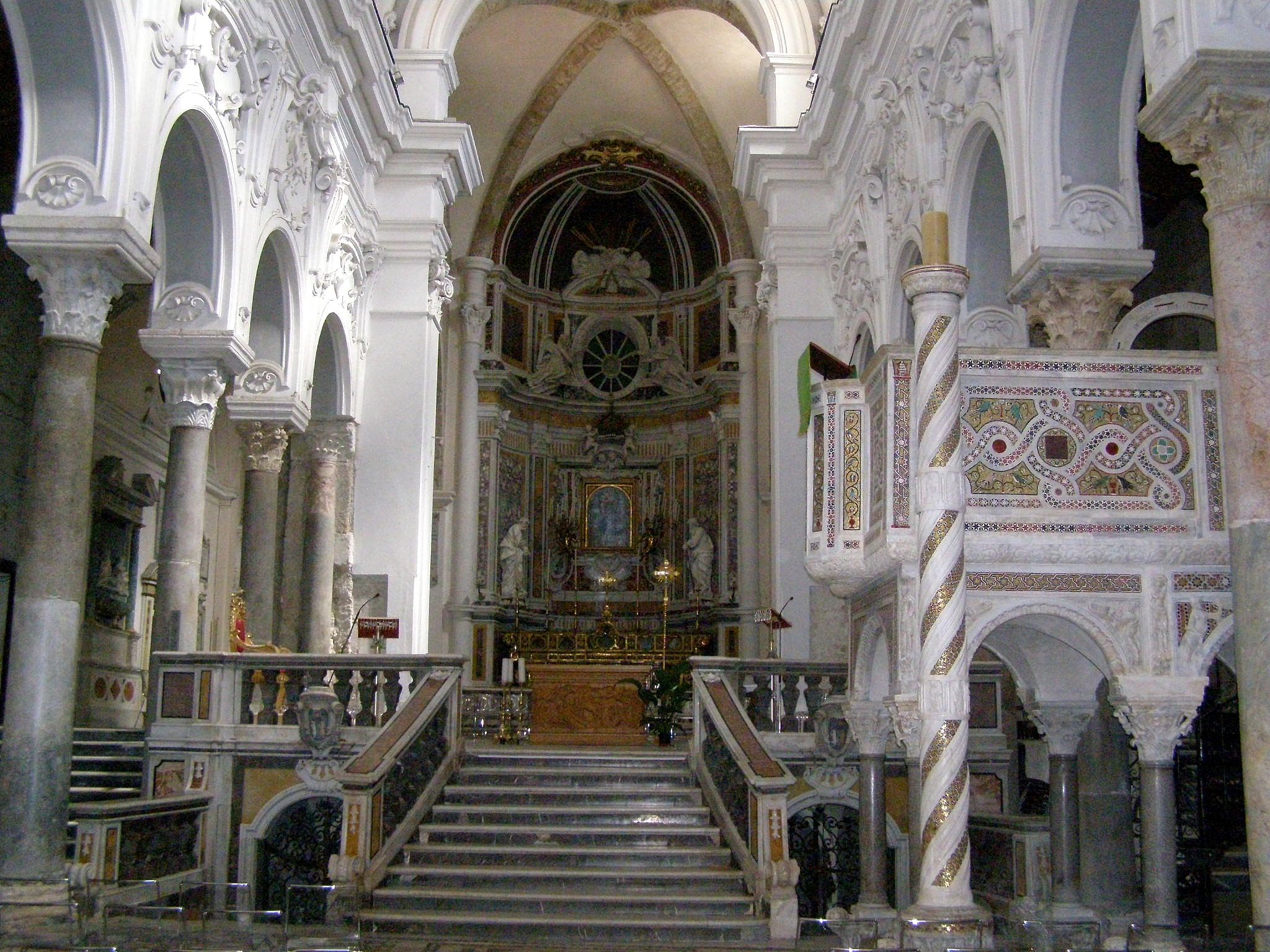
Der Dom von innen
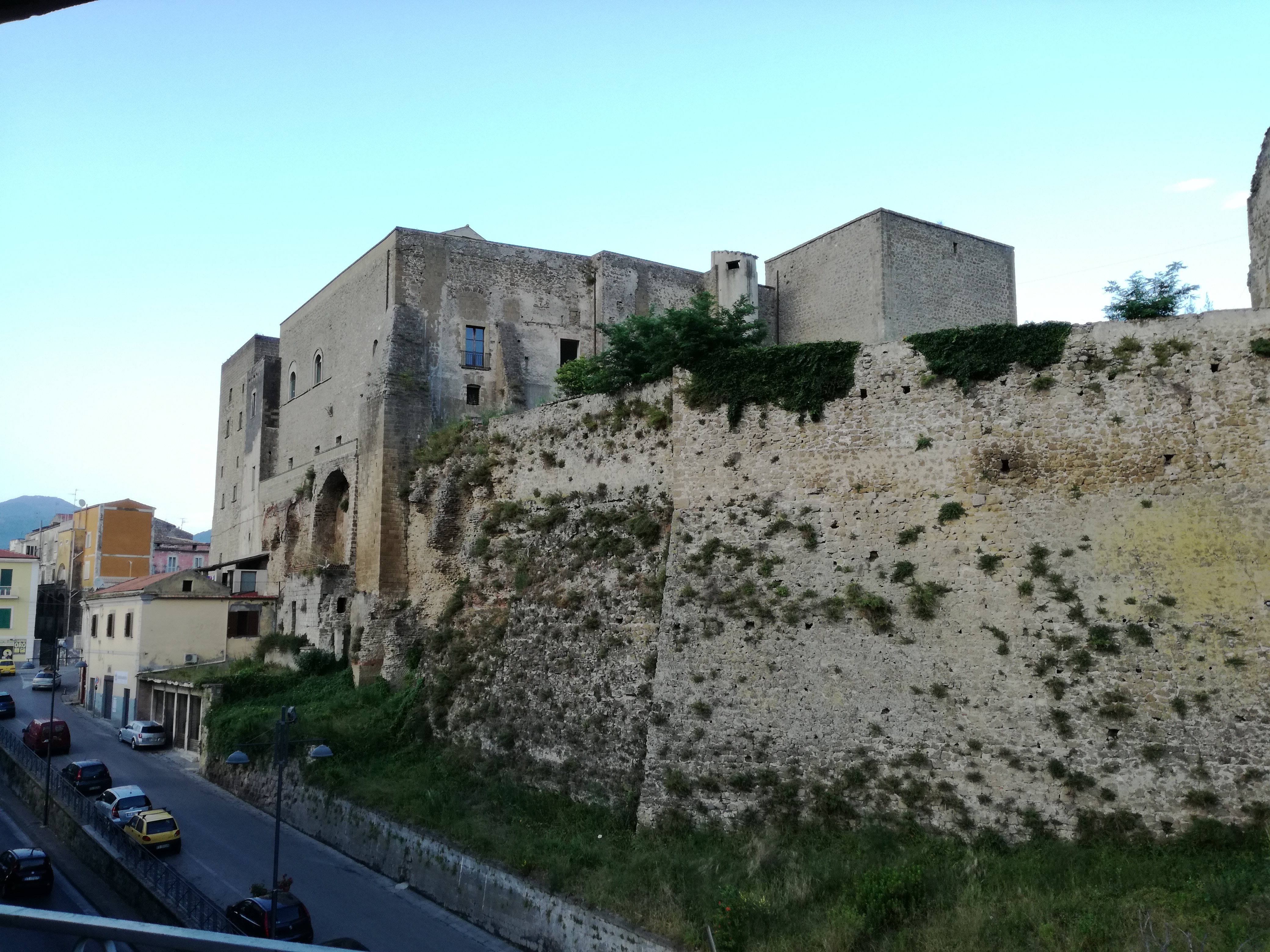
Castello Ducale
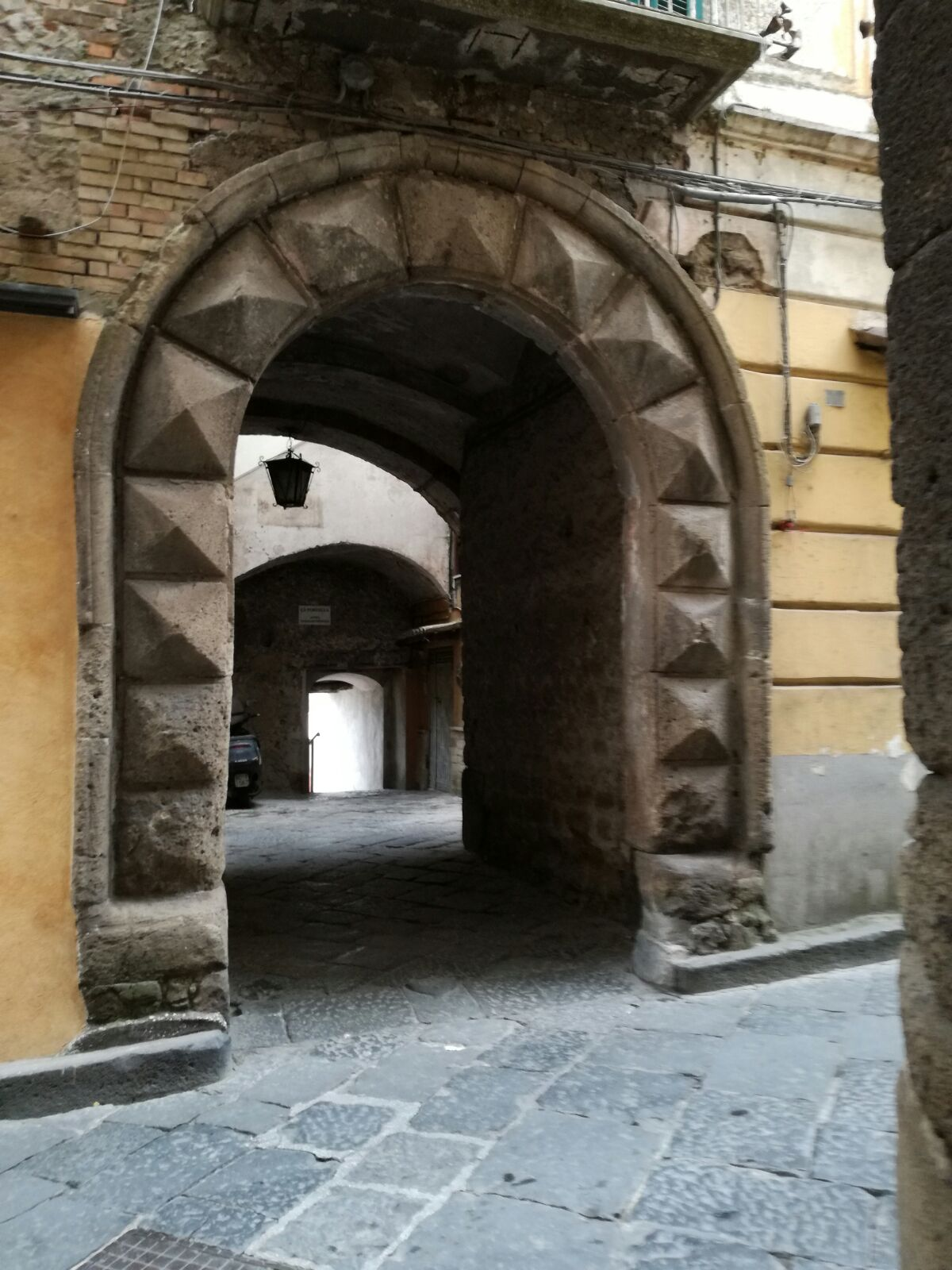
Tor in der Altstadt
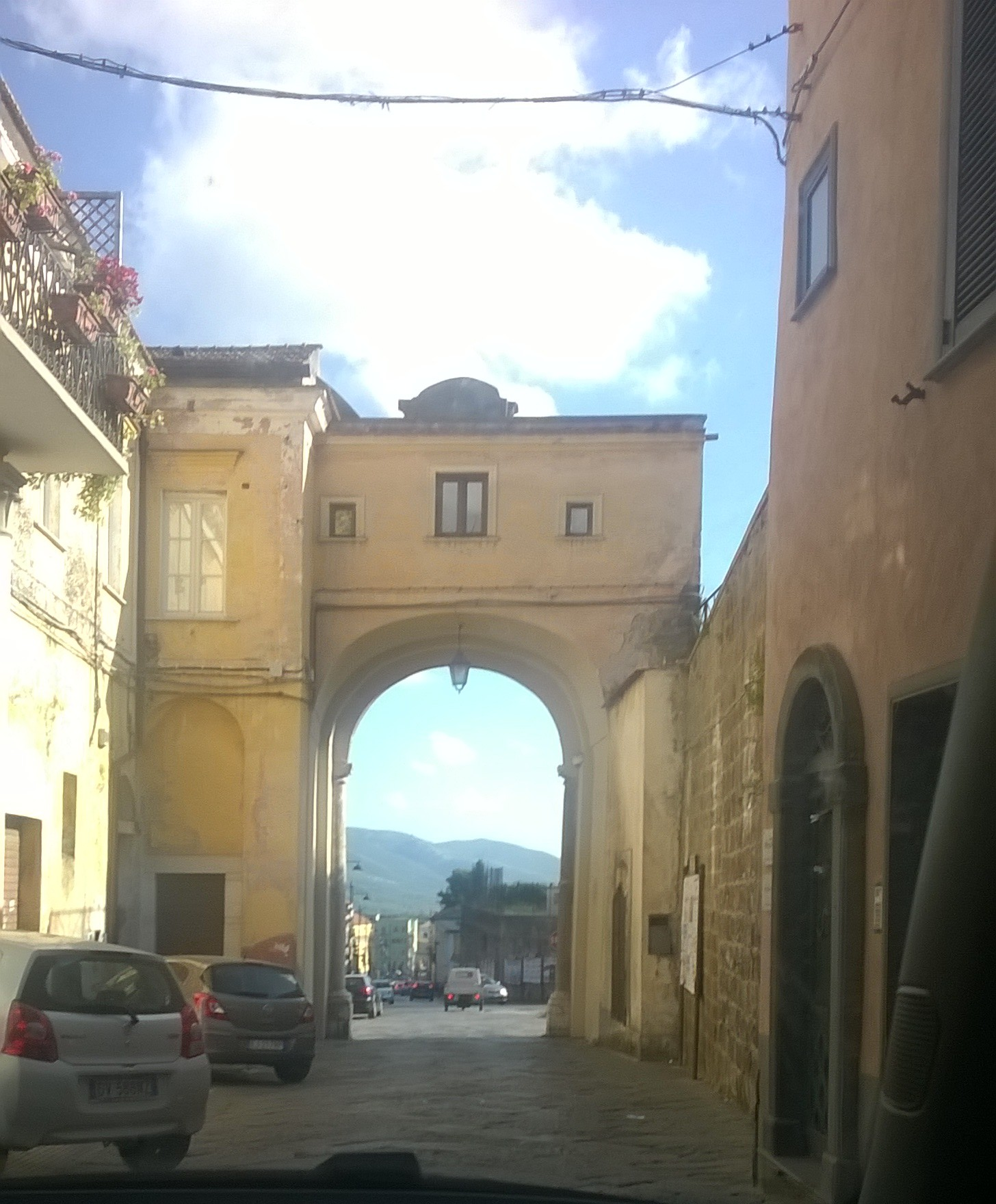
Porta Cappuccini, altes Eingangstor zur Stadt
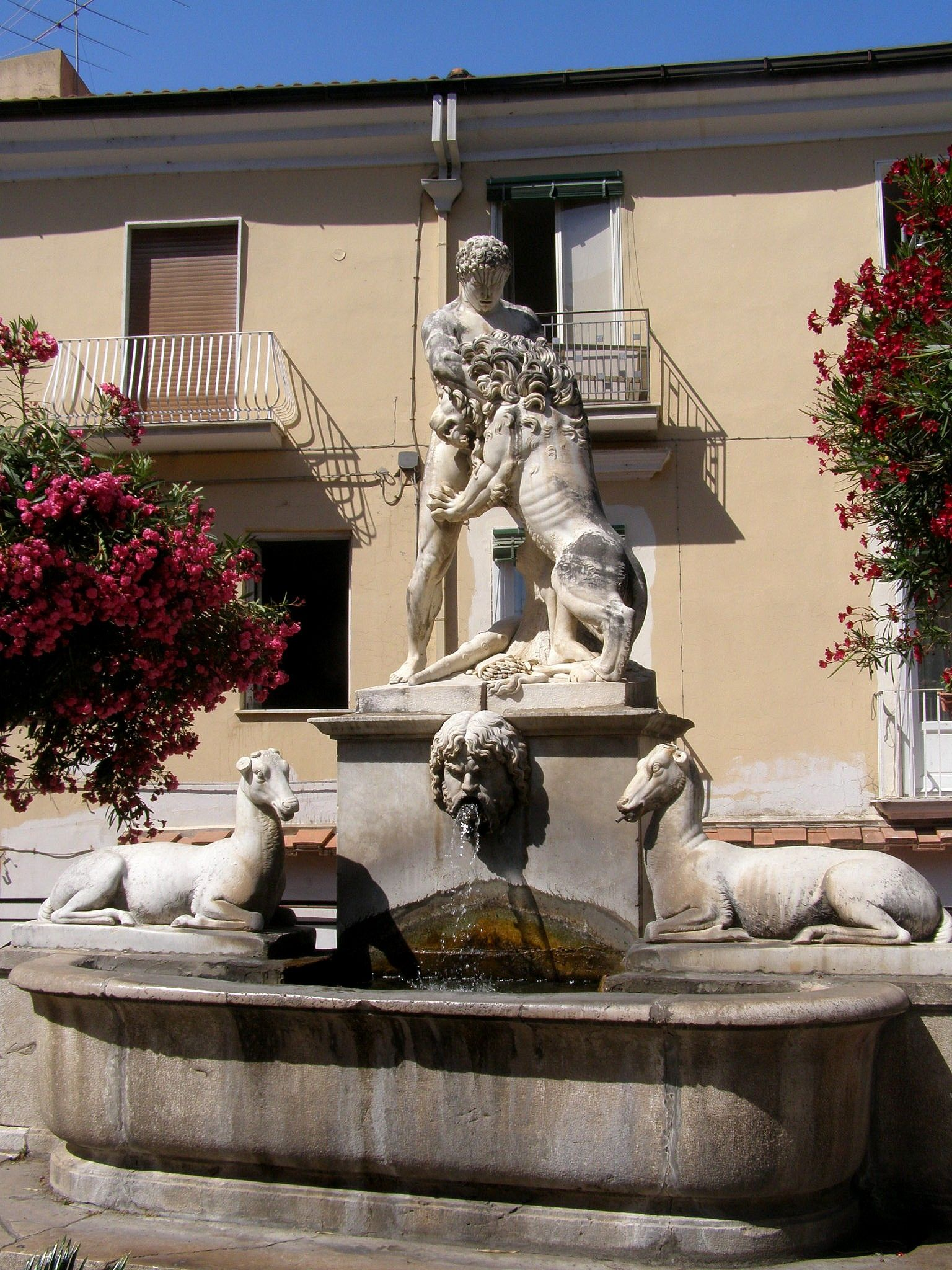
Herkulesbrunnen
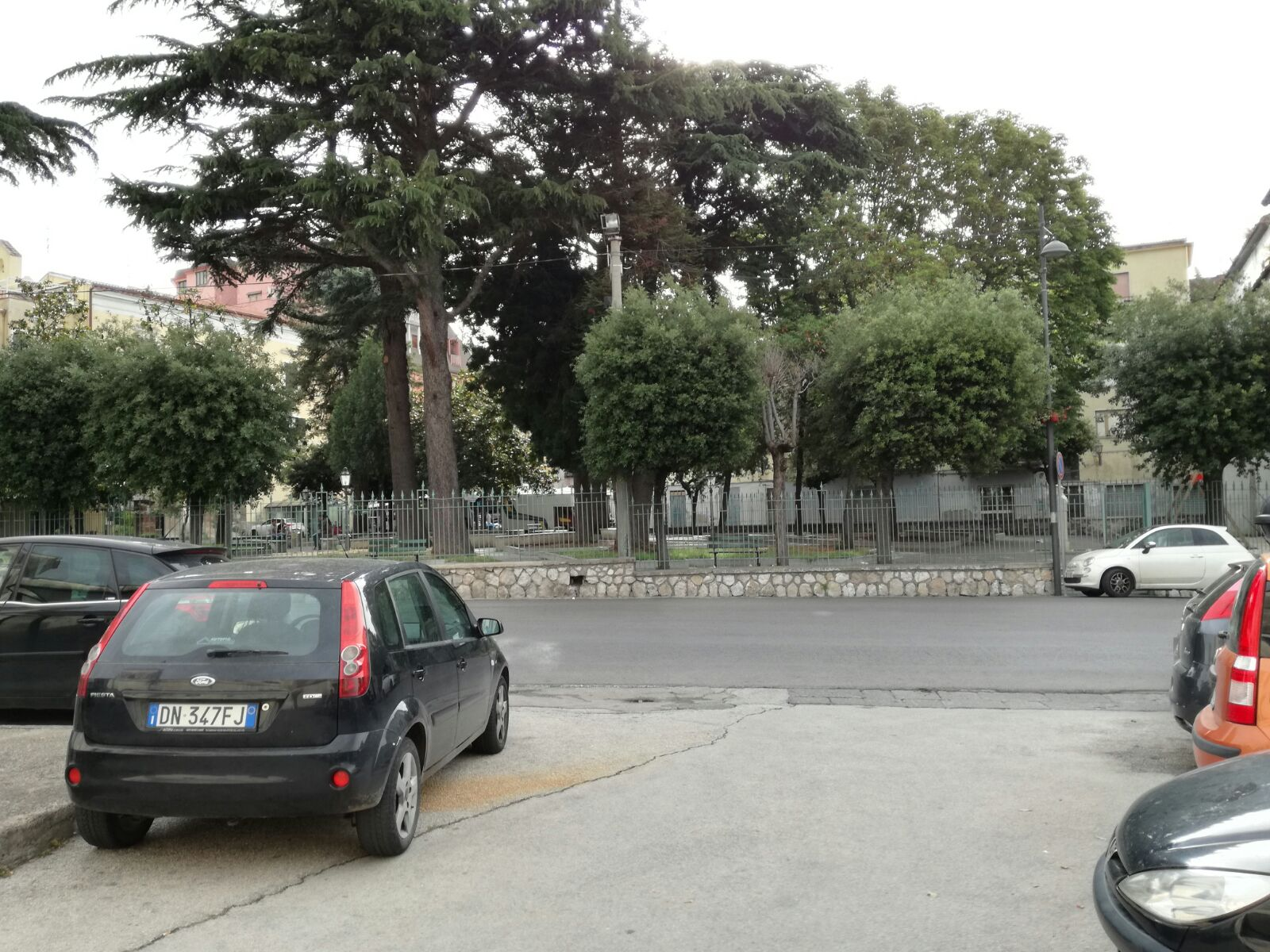
Villa comunale
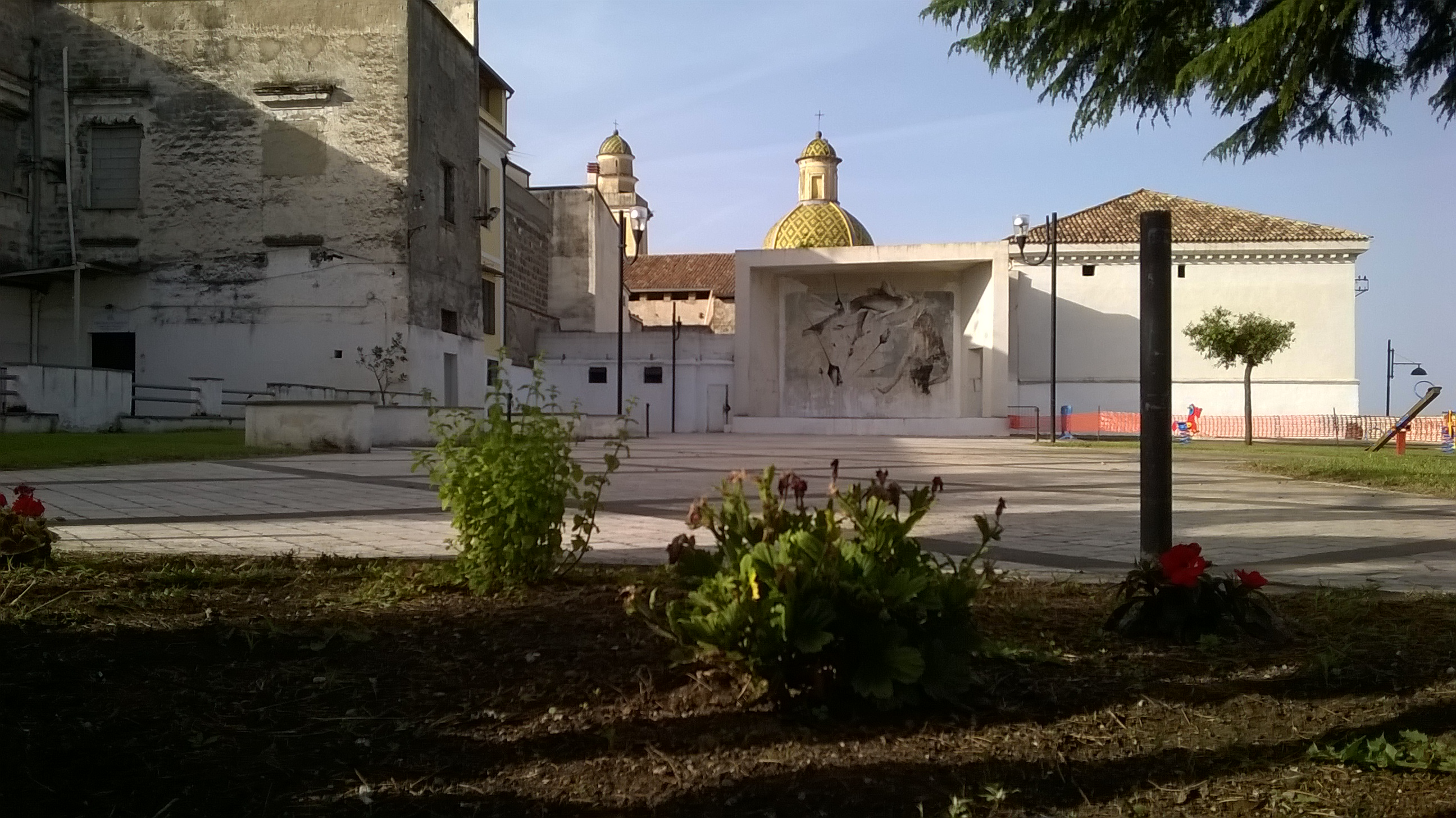
Villa Roma
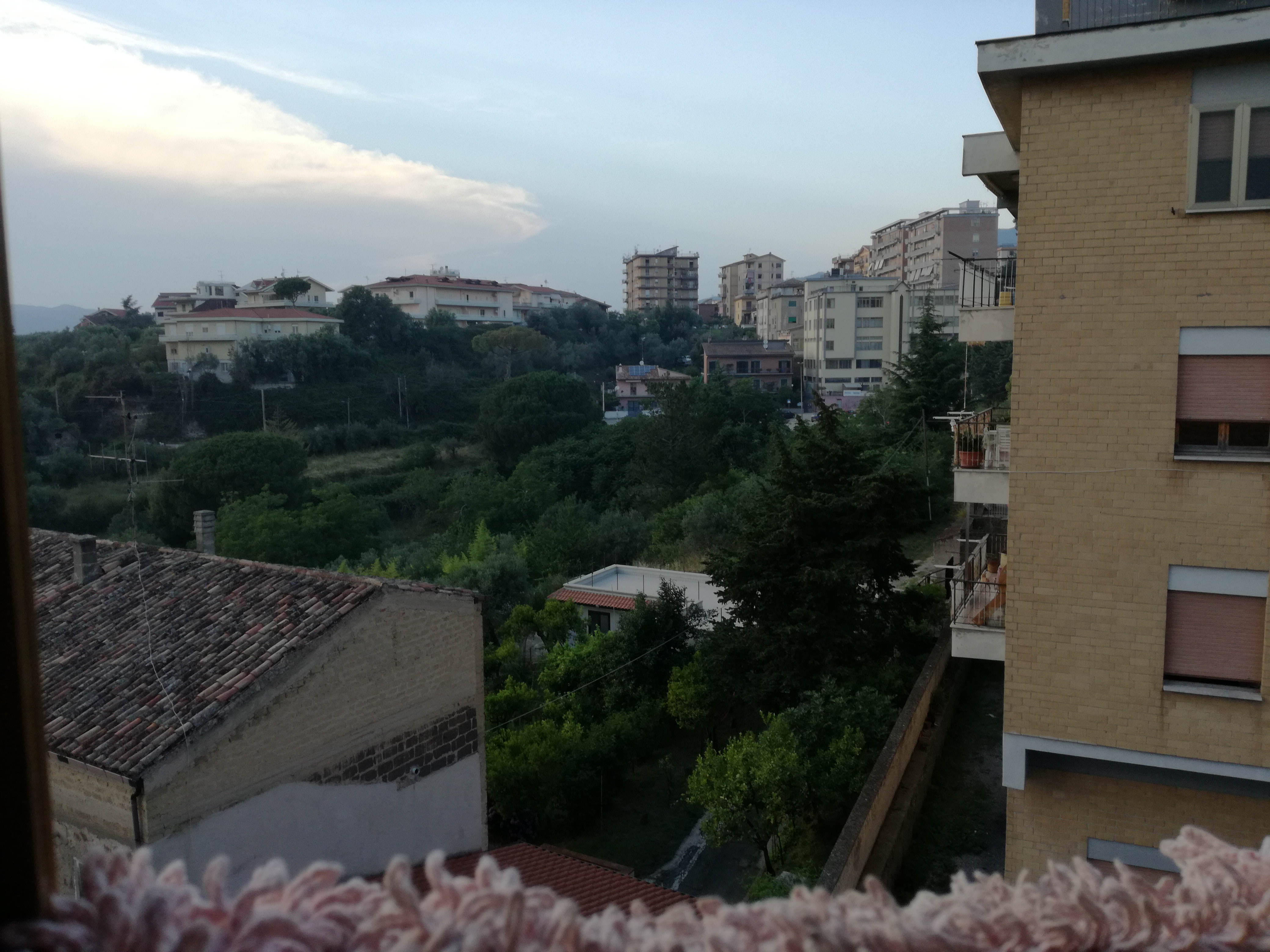
Nordwestansicht
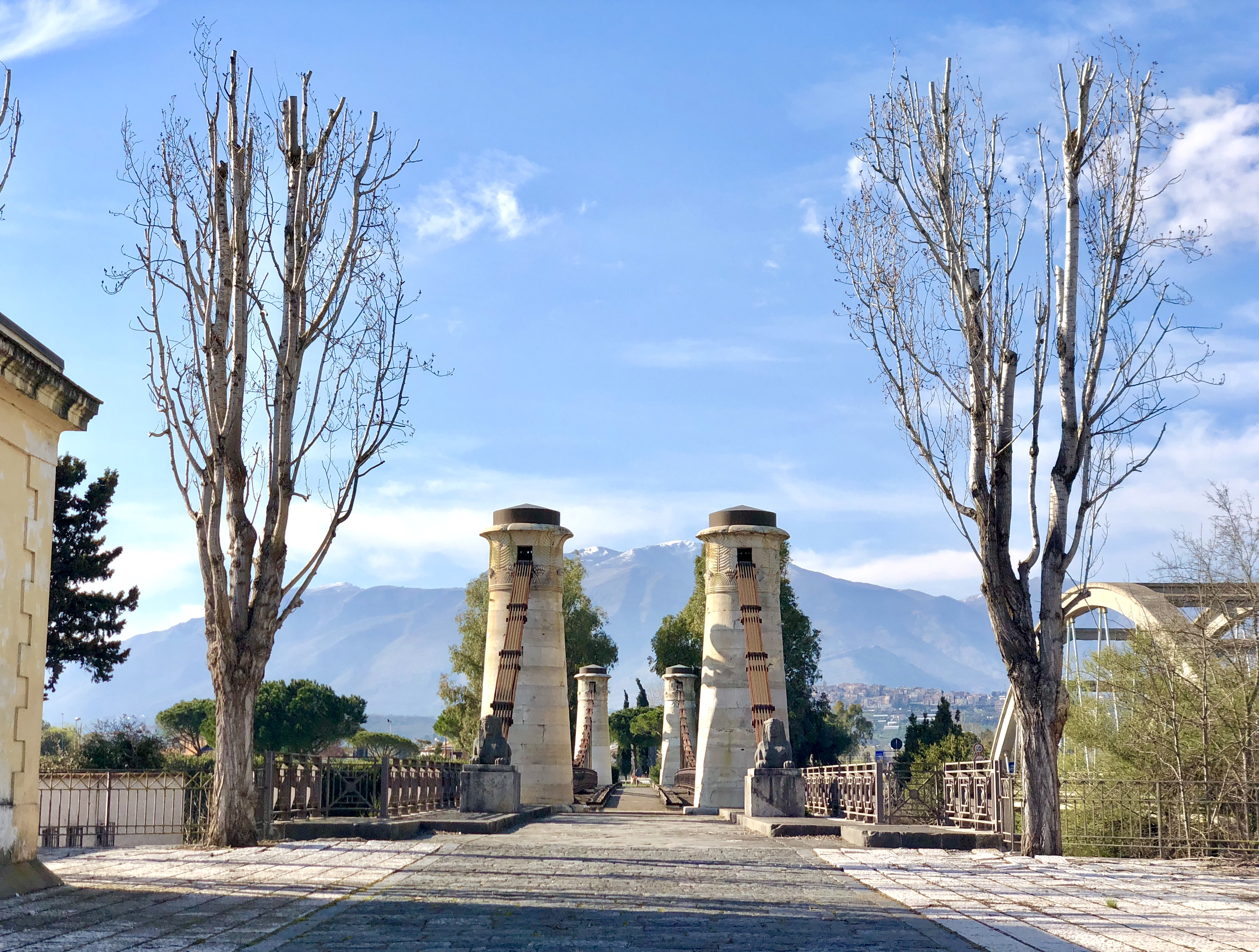
Real-Ferdinando-Brücke über den Garigliano

## Verkehr
Die Feriensiedlung Baia Domizia liegt nahe der Stadt. Beim Ortsteil Le Cese gibt es einen kleinen Flugplatz (Aviosuperficie Umberto Nobile) für die Allgemeine Luftfahrt.

## Persönlichkeiten
- Giovanni Francesco Marino Marzano (1420–1494), Adliger